# Lissotis
Lissotis – rodzaj ptaków z rodziny dropi (Otididae).

## Zasięg występowania
Rodzaj obejmuje gatunki występujące w Afryce.

## Morfologia
Długość ciała 60 cm; masa ciała samców 1500–2700 g, samic 1400 g.

## Systematyka

### Etymologia
Lissotis: gr. λισσος lissos „gładki”; ωτις ōtis, ωτιδος ōtidos „drop”; w aluzji do braku czuba na głowie dropika białouchego.

### Podział systematyczny
Do rodzaju należą następujące gatunki:
- Lissotis melanogaster – dropik czarnobrzuchy
- Lissotis hartlaubii – dropik białouchy